# Aedes imperfectus
Aedes imperfectus är en tvåvingeart som beskrevs av Nikolas Vladimir Dobrotworsky 1962. Aedes imperfectus ingår i släktet Aedes och familjen stickmyggor. Inga underarter finns listade i Catalogue of Life.